# Brigitte Gadient
Brigitte Gadient (ur. 9 października 1963 w Grossberg) – szwajcarska narciarka alpejska.

## Kariera
W zawodach Pucharu Świata zadebiutowała 13 stycznia 1981 roku w Schruns, gdzie zajęła 35. miejsce w slalomie. Pierwsze punkty wywalczyła 21 stycznia 1981 roku w Crans-Montana, gdzie zajęła trzynaste miejsce w kombinacji. Na podium zawodów tego cyklu pierwszy raz stanęła 10 marca 1984 roku w Waterville Valley, kończąc rywalizację w slalomie na drugiej pozycji. W zawodach tych rozdzieliła Tamarę McKinney z USA i Francuzkę Perrine Pelen. W kolejnych startach jeszcze trzy razy stawała na podium, za każdym razem w slalomie: 14 grudnia 1984 roku w Madonna di Campiglio była druga, 5 stycznia 1985 roku w Mariborze zajęła trzecie miejsce, a 15 grudnia 1985 roku w Savognin ponownie była druga. W sezonie 1984/1985 zajęła 22. miejsce w klasyfikacji generalnej, a w klasyfikacji slalomu była piąta.
Wystartowała na mistrzostwach świata w Bormio w 1985 roku, gdzie zajęła dziewiąte miejsce w slalomie. W tej samej konkurencji wystartowała podczas rozgrywanych cztery lata później mistrzostw świata w Vail, jednak nie ukończyła rywalizacji. Nigdy nie wystąpiła na igrzyskach olimpijskich.

## Osiągnięcia

### Mistrzostwa świata
| Miejsce | Dzień    | Rok  | Miejscowość | Konkurencja | Czas biegu | Strata | Zwyciężczyni  |
| ------- | -------- | ---- | ----------- | ----------- | ---------- | ------ | ------------- |
| 9.      | 9 lutego | 1985 | Bormio      | Slalom      | 1:29,58    | +1,21  | Perrine Pelen |
| DNF2    | 7 lutego | 1989 | Vail        | Slalom      | 1:30,88    | -      | Mateja Svet   |

### Puchar Świata

#### Miejsca w klasyfikacji generalnej
- sezon 1980/1981: 67.
- sezon 1983/1984: 29.
- sezon 1984/1985: 22.
- sezon 1985/1986: 36.
- sezon 1986/1987: 32.
- sezon 1987/1988: 52.
- sezon 1988/1989: 51.
- sezon 1989/1990: 62.

#### Miejsca na podium
1. Waterville Valley – 10 marca 1984 (slalom) – 2. miejsce
2. Madonna di Campiglio – 14 grudnia 1984 (slalom) – 2. miejsce
3. Maribor – 5 stycznia 1985 (slalom) – 3. miejsce
4. Savognin – 15 grudnia 1985 (slalom) – 2. miejsce